# Chasmotecjum

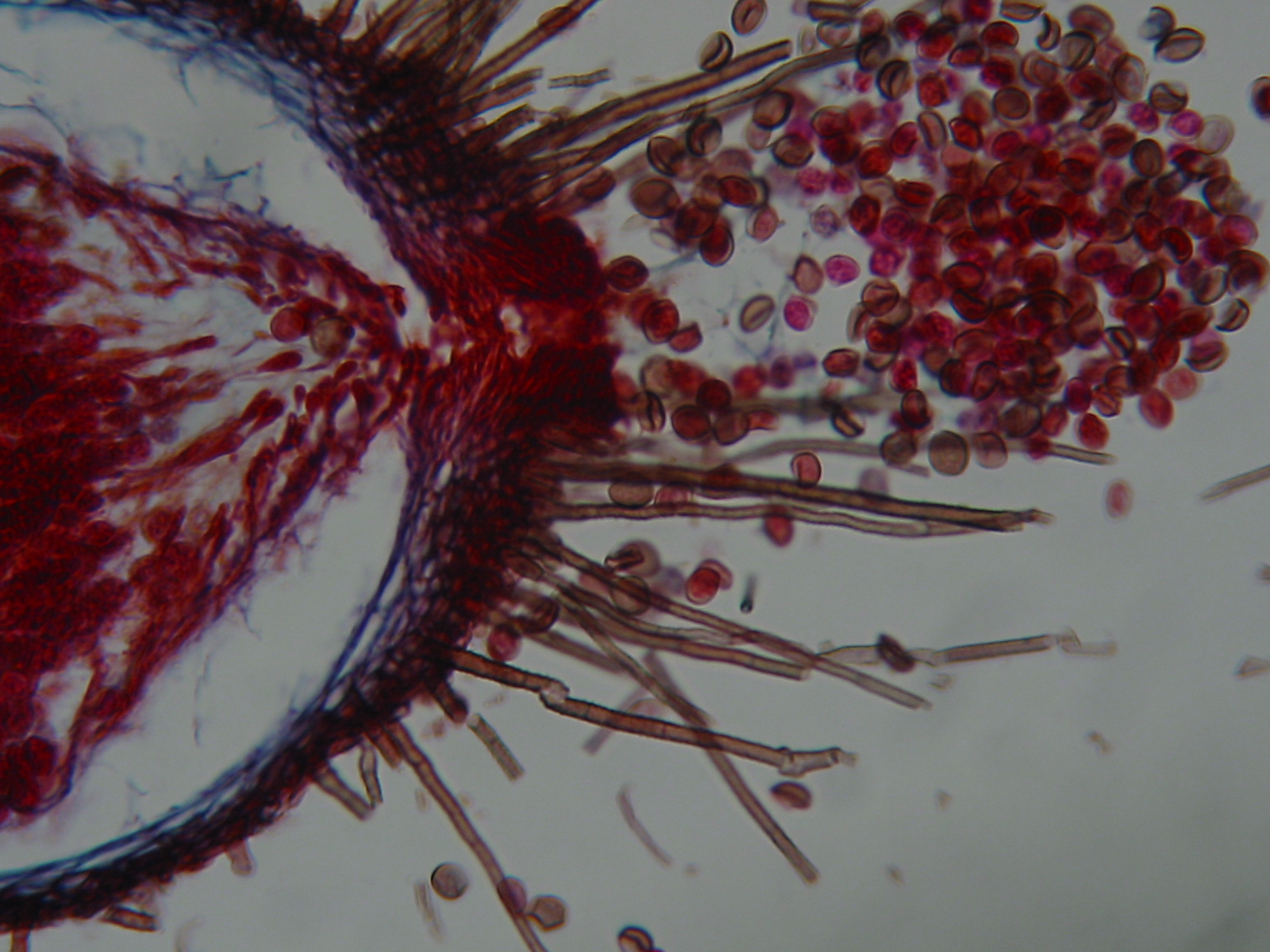
Wydostawanie się zarodników przez pękniętą ścianę chasmotecjum

Chasmotecjum (łac. chasmothecium) – rodzaj owocnika u workowców. Jest to podobnie jak klejstotecjum owocnik typu zamkniętego, z którego zarodniki wydostają się dopiero po pęknięciu osłony. Obydwa te typy owocników nazywane bywają czasami otoczniami zamkniętymi. W chasmotecjum worki wyrastają zazwyczaj w pęczku, rzadziej w warstwie na dnie owocnika, podczas gdy w klejstotecjum worki rozmieszczone są w specjalnych lokulach. W niektórych opracowaniach chasmotecja są traktowane jako synonim klejstotecjów.
Chasmotecja występują np. u grzybów w rzędzie mączniakowców (Erysiphales). U należących do tego rzędu gatunków mają one podwójną osłonę. Jej wewnętrzna warstwa jest cienka i hialinowa (tzn. bezbarwna i przeźroczysta), zaś zewnętrzna gruba i zmieniająca barwę podczas dojrzewania od bladożółtej do ciemnobrązowej lub brązowoczarnej.